# Avricourt (Meurthe e Mosella)
Avricourt è un comune francese di 422 abitanti situato nel dipartimento della Meurthe e Mosella nella regione del Grand Est.

## Storia
Il comune di Avricourt faceva parte del dipartimento di Meurthe, nell'arrondissement di Sarrebourg nel cantone di Réchicourt-le-Château.
Fu raggiunto dalla ferrovia nel 1852 con la creazione di una stazione sulla linea Parigi-Strasburgo gestita dalla Compagnie des chemins de fer de l'Est. Nel 1864 , Avricourt divenne una stazione di diramazione per la linea di 18 km che raggiungeva Dieuze per lo sfruttamento delle sue saline. Nel 1870 entrò in servizio (fino al 1969) la linea da Avricourt a Blâmont e Cirey-sur-Vezouze, gestita dalla piccola compagnia ABC.
Nel 1871, con l'annessione all'Impero tedesco dell'Alsazia-Lorena, in seguito al trattato di Francoforte firmato il 10 maggio 1871, il nuovo confine includeva anche il distretto di Sarrebourg, compresi Avricourt e Igney. La stazione di diramazione e parte della linea ferroviaria della ABC erano quindi in Germania. A seguito delle lamentele francesi, i tedeschi accettarono, con un'ulteriore convenzione firmata a Berlino il 12 ottobre 1871, di modificare il tracciato del confine: la Germania restituì alla Francia i comuni di Raon-lès-Leau e Raon-sur-Plaine, e la città di Igney e la parte di Avricourt a sud della ferrovia. Il nuovo confine doveva quindi essere fissato per sei chilometri lungo il binario unico della ABC e quello doppio della linea Parigi-Strasburgo. La stazione di Avricourt (che prese il nome di Igney-Avricourt) tornò francese e la città di Avricourt venne divisa. La parte tedesca fu chiamata Deutsch-Avricourt, nome germanizzato nel 1915 in Elfringen.
In cambio del trasferimento dei comuni, la convenzione imponeva al governo francese di finanziare la costruzione di una stazione di confine in territorio tedesco, che fu completata nel 1875 a 1,3 km dalla stazione francese e a 800 m dal nuovo confine.
Ad eccezione dell'Orient Express in servizio dal 1883, i treni francesi provenienti da Parigi, Lunéville e Nancy, con traffico a sinistra, avevano per capolinea la stazione di Deutsch-Avricourt da dove i passeggeri proseguivano per Sarrebourg e Strasburgo su un treno tedesco della compagnia Elsass-Lothringen con traffico a destra.
Nel 1919, quando l'Alsazia-Lorena fu restituita alla Francia, questa divisione venne mantenuta creando due comuni uno accanto all'altro, uno nel dipartimento della Mosella e l'altro in quello di Meurthe-et-Moselle. La stazione di Deutsch Avricourt cambiò nome in Nouvel-Avricourt.

### Simboli
Lo stemma del comune si blasona: 
Il cinghiale (aper in latino) ricorda il nome della località. Avricourt faceva parte del cantone di Blâmont, di cui riprende l'emblema.

## Società

### Evoluzione demografica
Abitanti censiti